# 娄理华
娄理华（Walter Macon Lowrie，1819年—1847年8月），美北长老会第一位派往中国的传教士。娄理华是新泽西州参议员之子，毕业于普林斯顿大学，1842年抵达澳门，1845年转往宁波，翻译圣经。1847年8月在宁波与上海之间的杭州湾被海盗杀害，年仅28岁。